# 什托爾莫韋 (新艾達爾區)
49°6′0″N 38°54′30″E / 49.10000°N 38.90833°E
什托爾莫韋（烏克蘭語：Штормове）是位於烏克蘭東部的村莊，由盧甘斯克州夏斯季亚区的新艾達爾市鎮負責管轄。該村始建於1756年，面積6.5平方公里，海拔高度55米，2001年人口908，人口密度每平方公里139.7人。